# Vũ Công Ứng
Vũ Công Ứng hay Vũ Công Đức (1590-1669) là vị chúa Bầu thứ 5, thế lực cát cứ tại Tuyên Quang trong thời kỳ Nam Bắc triều và Trịnh Nguyễn phân tranh trong lịch sử Việt Nam.

## Thân thế
Vũ Công Ứng là con trai của Vũ Đức Cung. Năm 1600, Hòa quận công Vũ Đức Cung cùng Thiếu bảo Thụy quận công Vũ Công Ứng sai người đem thư đến hành cung phủ Chúa Trịnh. Chúa tiếp đãi an ủi rất trọng hậu, hạ chỉ khen ngợi, và sai khiến đi bắt con cháu nhà Mạc.

## Thời gian cai trị
Sau khi kế vị, do dòng họ Vũ có nhiều công lao nên Vũ Công Ứng vẫn được tập phong là Thái phó Thuần quận công. Vũ Công Ứng tận dụng địa thế sông núi hiểm trở, xa cách, ngầm liên kết với nhà Mạc, tự xưng vương. Triều đình vua Lê, chúa Trịnh bận đối phó với chúa Nguyễn trong nam nên chưa tiện đem quân đi đánh.
Sau đó, năm 1669, vì có mâu thuẫn với thủ hạ là Ma Phúc Trường, Vũ Công Ứng yếu thế, lo sợ về kinh tự thú. Tuy nhiên khi Vũ Công Ứng đi đến tuần Đông Lan (ở khoảng đò sông Chảy, huyện Đoan Hùng, tỉnh Phú Thọ), nửa đêm bị giết. Con Ứng là Vũ Công Tuấn được phong Thái phó và được lập nối nghiệp cha.